# Conférence (film)
Pour les articles homonymes, voir Conférence (homonymie).
Pour plus de détails, voir Fiche technique et Distribution.
Conférence (Конференция, Konferentsiya) est un film russe réalisé par Ivan Ivanovitch Tverdovski, sorti en 2020.

## Synopsis
Après la prise d'otages du théâtre Doubrovka de Moscou en 2002, Natalia qui faisait partie des otages, s'est retirée dans un monastère orthodoxe. Dix-sept ans plus tard, elle retourne à Moscou pour une soirée organisée en mémoire des victimes de cette tragédie.

## Fiche technique
Sauf indication contraire, les informations mentionnées dans cette section peuvent être confirmées par la base de données cinématographiques IMDb,  présente dans la section « Liens externes ».
- Titre original : Конференция, Konferentsiya
- Titre français : Conférence
- Réalisation et scénario : Ivan Ivanovitch Tverdovski
- Costumes : Lena Litvinouk
- Photographie : Fedor Glazachev
- Musique : Sten Sheripov
- Pays d'origine : Russie
- Format : Couleurs - 35 mm - 2,35:1
- Genre : drame
- Durée : 135 minutes
- Dates de sortie :
  -  Italie : 8 septembre 2020 (Mostra de Venise 2020)
  -  Russie : 22 octobre 2020
  -  France : 12 janvier 2022

## Distribution
- Natalia Pavlenkova : Natalia
- Olga Lapchina : Sveta
- Oleg Feoktistov : Denis
- Ksenia Zoueva : Galia
- Yan Tsapnik : le directeur du théâtre
- Aleksandr Semchev : Oleg
- Natalia Tsvetkova : Anna
- Natalia Potapova : Vera

## Sortie

### Accueil critique
En France, le site Allociné recense une moyenne des critiques presse de 3,3/5.

## Distinctions

### Récompenses
- Kinotavr 2020 : prix du meilleur scénario[2]
- Festival international du film du Caire 2020 : meilleure actrice pour Natalia Pavlenkova

### Sélections
- Mostra de Venise 2020 : sélection en section Giornate degli Autori / Venice Days
- Listapad 2020 : sélection en compétition internationale

### Nominations
- 33e cérémonie des Nika : meilleure actrice pour Natalia Pavlenkova, et meilleure actrice dans un second rôle pour Olga Lapchina